# Odontocera tumidicollis
Odontocera tumidicollis är en skalbaggsart som beskrevs av Dmytro Zajciw 1965. Odontocera tumidicollis ingår i släktet Odontocera och familjen långhorningar. Inga underarter finns listade i Catalogue of Life.